# Die Journalisten
Die Journalisten ist ein Lustspiel in vier Akten von Gustav Freytag. Die Erstaufführung erfolgte 1852, der Erstdruck 1854.

## Inhalt

### Erster Akt

#### Erste Szene
Im Haus des pensionierten Obersten Berg gehen verschiedene Leute ein und aus. Zum einen ist da Professor Oldendorf, Redakteur der Zeitung „Union“ und Kandidat einer Partei bei den bevorstehenden Kammerwahlen. Er und Ida, die Tochter des Obersten, würden gern heiraten, allerdings hat der Oberst persönliche Vorbehalte gegen Oldendorf.
Außerdem verkehren im Haus auch Redakteure der Konkurrenzzeitung, des „Coriolan“. Mit deren Hilfe möchte der Gutsbesitzer Senden einen Keil zwischen den Oberst und die „Union“ bzw. Oldendorf treiben. Sie haben anonym einen Artikel des Obersten drucken lassen, von dem sie selbst wissen, dass er langweilig und inhaltlich angreifbar ist. Ihre Rechnung geht auf: Der Artikel wird in Oldendorfs „Union“ scharf kritisiert, was den Oberst auf die Palme bringt.
Schließlich trifft auch Adelheid von Runeck im Haus ein. Sie hat ihr Gut im Dorf Rosenau angesichts des bevorstehenden Winters verlassen und möchte sich nach ihrem Jugendfreund Konrad Bolz erkundigen, der inzwischen auch Redakteur der „Union“ geworden ist und ein unstetes Leben führen soll.

#### Zweite Szene
Oldendorf lässt in der Redaktion der „Union“ jeden weiteren Verriss der anonymen Artikel des Oberst im „Coriolan“ untersagen. Währenddessen erfährt Redakteur Bolz von der Ankunft Adelheids. Außerdem wird ihm mitgeteilt, dass sich der Gutsbesitzer Senden um ihre Zuneigung bemüht.

### Zweiter Akt

#### Erste Szene
Der Oberst wird von Senden gebeten, sich als Kandidat für seine Partei aufstellen zu lassen. Er sei das Zünglein an der Waage, das ihnen zum Sieg verhelfen werde. Der Oberst sagt zu, wird also bei der bevorstehenden Wahl der direkte Gegner Oldendorfs sein.

#### Zweite Szene
Zum Abendempfang, bei dem feierlich die Kandidatur des Obersten ausgerufen werden soll, haben sich viele Gäste eingefunden. Darunter befindet sich Schmock, ein Mitarbeiter des „Coriolan“. Er wird allerdings grob von seinem Redakteur Blumenberg fortgeschickt. Als er auf Bolz trifft, fragt er diesen, ob er ihm nicht eine Stelle beim Konkurrenzblatt, der „Union“, anbieten könne, und als Bolz sich darüber wundert, meint Schmock: „Wozu machen Sie sich Sorgen um das? Ich habe bei dem Blumenberg gelernt, in allen Richtungen zu schreiben. Ich habe geschrieben links und wieder rechts. Ich kann schreiben nach jeder Richtung.“ (Unter anderem auf diese Figur ist auch die Bezeichnung Schmock für einen opportunistischen Schreiberling zurückzuführen.)
Während Senden und seine Leute auf die Popularität des Obersten setzen, der am Abend noch eine Rede halten soll, setzen sich Bolz und Kämpe in die Nähe des Weinhändlers Piepenbrink, der mit seiner Familie gekommen ist. Piepenbrink gilt als einflussreicher Wahlmann, der noch eine Handvoll weiterer Wahlmänner beeinflussen kann. Übertrieben laut loben Bolz und Kämpe die Weine des Weinhändlers, der sich darüber sehr erfreut zeigt und die beiden an seinen Tisch holt. Piepenbrink ist bereits für die Partei von Senden gebucht, lässt sich aber von Bolz erzählen, wie Oldendorf einmal sein Leben gerettet hat. Als Senden sieht, dass sich Bolz an Piepenbrink heranmacht, will er einschreiten. Dies geht jedoch nach hinten los. Piepenbrink nimmt seinen neuen Bekannten in Schutz und zeigt sich erbost über Sendens Verhalten.

### Dritter Akt
Die Wahl geht knapp zu Gunsten von Oldendorf aus. Entscheidend waren die Stimmen, die vom Weinhändler Piepenbrink und den von ihm beeinflussten Wahlmännern kamen. Der Oberst ist der bittere Verlierer, eine Ehe zwischen Oldendorf und Ida scheint nun gänzlich unmöglich geworden zu sein.
Adelheid sinnt derweil auf eine gute Lösung des Konflikts. Dabei kommt ihr Bellmaus entgegen. Ihm wurde vom alkoholisierten Schmock von dem Komplott erzählt, das Senden zusammen mit dem „Coriolan“ gegen Oldendorf geschmiedet hat, um ihn beim Oberst unmöglich zu machen.
Derweil treffen beim Oberst Nachrichten von Bürgern ein, die sich bei ihm für seine Verdienste bedanken. Der Oberst vermutet dahinter vor allem Spott angesichts seiner Wahlniederlage und ist nur schwer vom Gegenteil zu überzeugen.

### Vierter Akt

#### Erste Szene
Im Gespräch mit Adelheid bekräftigt der Oberst noch einmal, dass an eine Ehe zwischen Ida und Oldendorf nicht zu denken ist. Dies hat neben der Wahlniederlage vor allem damit zu tun, dass der Oberst Probleme mit Oldendorfs Journalistendasein hat: „Mag er Deputierter sein, er passt dazu vielleicht besser als ich; dass er ein Zeitungsschreiber ist, das trennt uns.“
Adelheid sorgt dafür, dass der Oberst ihre Unterredung mit Schmock anhört, der noch einmal von Sendens Komplott berichtet.

#### Zweite Szene
In der Redaktion der „Union“ feiert man den Sieg Oldendorfs. Derweil trifft die neue Nummer des „Coriolan“ ein, in der es heißt, dass die „Union“ für 30.000 Taler ihren Besitzer gewechselt habe. Um die Identität des Käufers erfolgt ein kleines Verwirrspiel. Zunächst wird angenommen, dass die Leute um den „Coriolan“ das Blatt erworben haben, um einen Konkurrenten auf die eigene politische Linie zu bringen. Am Ende klärt sich aber auf, dass Adelheid das Blatt gekauft hat, und nicht nur das, sie hat es Konrad Bolz vermacht, der nun die Geschicke der „Union“ bestimmen wird. Hierauf macht ihr Konrad sofort einen Heiratsantrag, den sie auch annimmt. Als der Oberst hereinstürmt und fragt, wen er da vor sich habe, antwortet sie mit den letzten Worten im Stück: „Die Braut eines Journalisten!“
Oldendorf hatte während des Verwirrspiels um die neuen Besitzverhältnisse bereitwillig seine Redakteursarbeit niedergelegt, was die Voraussetzung ist für die Versöhnung mit dem Oberst und die nun endlich mögliche Verbindung mit Ida.

## Ausgaben
- Die Journalisten bei Zeno.org
- Die Journalisten. Lustspiel in 4 Akten. Mit einem Nachwort herausgegeben von Oliver Ruf. Hannover: Wehrhahn Verlag 2011.

## Verfilmung
- 1961: Die Journalisten (Fernsehfilm); Regie: Fritz Umgelter; mit Alfred Schieske	(Oberst a. D. von Berg), Ursula Kopp (Ida von Berg), Dagmar Altrichter (Adelheid Runeck), Hans Beuthner	(Gutsbesitzer von Senden), Heinz Weiss	(Prof. Oldendorf), Karl Walter Diess	(Dr. Konrad Bolz), Andreas Blum	(Bellmaus), Hans E. Schons	(Blumenberg), Gerhard Just (Piepenbrink), Käthe Itter	(Lotte Piepenbrink), Angela Pschigode	(Bertha Piepenbrink), Otto Brüggemann	(Druckereibesitzer Henning) u. a.

## Hörspiele
- 1925: Die Journalisten (2. Akt); Produzent: SÜRAG; Regie: Nicht angegeben; mit Margarete Petri (Adelheid Runeck), Max Heye	(Konrad Bolz, Redakteur), Friedrich Mayer (Bellmaus), Georg Ott (Schmock), Alarich Borax	(Senden) u. a.
- 1925: Die Journalisten; Produzent: Funk-Stunde AG Berlin, Jugend-Bühne; Regie: Alfred Braun; Sprecher: Nicht angegeben.
- 1925: Die Journalisten; Produzent: NORAG; Regie: N. N.; mit Karl Pündter (Berg, Oberst a. D.), Edith Scholz (Ida, seine Tochter), Cläre Goericke (Adelheid Runeck), Hans Freundt [Senden, Gutsbesitzer), Ernst Pündter (Professor Oldendorf, Redakteur), Albert Bogenhard (Konrad Bolz, Redakteur), Hermann Beyer (Bellmaus, Mitarbeiter), Bernhard Jakschtat (Blumenberg, Redakteur der Zeitung Coriolan), Richard Ohnsorg (Piepenbrinck, Weinhändler und Wahlmann), Willy Schweissguth (Schmock, Mitarbeiter der Zeitung Coriolan) u. a.
- 1925: Die Journalisten; Produzent: MIRAG; Regie: Julius Witte; mit Adolf Winds (Oberst a. D. Berg), Lina Monard (Ida, seine Tochter), Elionor Orf (Adelheid Runeck), G. Colditz (Senden, Gutsbesitzer), Ferdinand Götz (Prof. Ollendorf) u. a.
- 1926: Die Journalisten; Produzent: Funk-Stunde AG Berlin, Sendespielbühne – Abteilung: Schauspiel; Regie: Alfred Braun; mit Ferdinand Gregori (Oberst a. D. Berg), Eva Holberg (Ida, seine Tochter), Dagny Servaes (Adelheid Runeck), Heinz Bernecker (Senden, Gutsbesitzer), Theodor Loos (Prof. Oldendorf, Redakteur), Hans Brausewetter (Konrad Bolz, Redakteur), Hellmut Kassing (Belmaus, Mitarbeiter), Karl Elzer (Piepenbrink, Weinhändler), Erwin Kopp, Meinhart Maur u. a.
- 1926: Die Journalisten; Produzent: ORAG; Regie und Sprecher: Nicht angegeben
- 1926: Die Journalisten; Produzent: Funk-Stunde AG Berlin, Sendespielbühne – Abteilung: Schauspiel; Regie: Alfred Braun; mit Ferdinand Gregori (Oberst a. D. Berg), Eva Holberg (Ida, seine Tochter), Margarete Schön (Adelheid Runeck), Heinz Bernecker (Senden, Gutsbesitzer), Theodor Loos (Prof. Oldendorf, Redakteur), Alfred Braun (Konrad Bolz, Redakteur), Hellmut Kassing (Belmaus, Mitarbeiter), Meinhart Maur (Schmock, Mitarbeiter der Zeitung Coriolan), Albert Patry (Piepenbrink, Weinhändler) u. a.
- 1928: Die Journalisten; Produzent: MIRAG; Regie: Julius Witte; mit Wilhelm Walther (Oberst a. D. Berg), Käte Zöller (Ida, seine Tochter), Martina Otto-Morgenstern (Adelheid Runeck), Harry Langewisch (Senden, Gutsbesitzer), Josef Krahé (Prof. Ollendorf, Redakteur), Robert Meyn (Konrad Bolz, Redakteur), Rudolf Schaffganz (Bellmaus, Mitarbeiter) u. a.
- 1929: Die Journalisten; Produzent: Schlesische Funkstunde; Regie: Franz Joseph Engel; mit Willy Koch (Oberst a. D. Berg), Ruth Mamlok (Ida, seine Tochter), Marianne Rub (Adelheid Runeck), Lutz Götz (Senden, Gutsbesitzer), Friedrich Reinicke (Prof. Ollendorf, Redakteur), Herbert Brunar (Konrad Bolz, Redakteur), Fritz Schmiedel (Bellmaus, Mitarbeiter), Franz Kutschera (Fritz) u. a.
- 1970: Die Journalisten; Produzent: BR; Regie: Heinz-Günter Stamm; mit Franz Schafheitlin	(Oberst Berg), Margot Philipp	(Ida, seine Tochter), Günther Ungeheuer	(Konrad Bolz), Claudia Wedekind	(Adelheid Runeck), Lothar Rollauer (Oldendorf), Herbert Fleischmann	(Senden), Gerd Vespermann (Bellmaus), Klaus Höhne	(Schmock), Fritz Brünske	(Piepenbrink) und Ernstwalter Mitulski (Korb, Diener)

Quelle: ARD-Hörspieldatenbank